# Cá ngạnh
Cá ngạnh (danh pháp hai phần: Cranoglanis bouderius), được một số vùng gọi là cá bò, là một loài cá thuộc họ Cá lăng. Chúng có thân và đầu dẹt, da trơn, hai đôi râu và đặc biệt tên gọi xuất phát từ việc loại cá này có 3 ngạnh rất sắc nhọn ở trên đầu, đặc biệt với những con cá ngạnh lớn, nếu cầm không cẩn thận có thể bị ngạnh cá đâm vào tay khiến chảy máu và sưng to.
Loài cá này phân bố ở Trung Quốc và Việt Nam. Tại Việt Nam, loài này phân bố ở hầu hết ở vùng đồng bằng và trung lưu cá sông lớn miền bắc: Hà Nội (sông Hồng, sông Đà), Hưng Yên, Nam định, Thanh Hóa (sông Mã), Nghệ An (sông Lam vùng Con Cuông).

## Giá trị kinh tế
Đây là loài cá có thịt thơm ngon nên được nhiều người yêu thích. Chúng là loài ăn tạp, thường ăn ở tầng đáy nên rất khó để nuôi lồng, bè thương phẩm như các loài cá nước ngọt khác. Cũng vì chỉ có thể đánh bắt tự nhiên ở những con sông lớn nên giá thành cá ngạnh cao hơn các loài cá nước ngọt được nuôi thương phẩm khác. Ngoài ra, do cá ngạnh sông được bắt từ tự nhiên nên không tồn dư các chất kháng sinh, không tanh mùi cám công nghiệp và đảm bảo an toàn. Chính vì vậy, cá ngạnh cũng là loại thực phẩm được những người sành ăn yêu thích.

## Cách săn bắt
Mùa hè, mùa mưa (tháng 5 đến tháng 8) là mùa cá ngạnh. Mùa này cá ngạnh có nhiều trứng nên người dân thường đi câu cá ngạnh sông. Vì đặc tính ăn tạp của loài mà người dân ở gần các con sông lớn có thể dễ dàng câu được cá ngạnh bằng mồi nhỏ gồm côn trùng, tép, giun, gián đất, tiết lợn dây (tiết lợn đông thành dây dai có màu đen) thậm chí dùng mồi bằng chuối chín. Khi câu cá ngạnh, người ta hay chọn những nơi có lùm cây, khúc sông có cống rãnh... nơi cá ngạnh kiếm ăn theo bầy. Nếu câu được con cá ngạnh to thì đàn cá ngạnh bé sẽ bơi toán loạn do mất đi con đầu đàn. Ở một số vùng, do tình trạng đánh cá bằng xung điện nhiều nên cá ngạnh nhát không đi kiếm ăn ban ngày, vì vậy dân câu cá phải đợi đêm xuống mới bắt đầu đi câu cá ngạnh. Mùa lạnh cá ngạnh thường trốn trong những vũng bùn lầy, hang sâu nên không thích hợp để câu.

## Tác dụng của thịt cá
Thịt của cá ngạnh có vị ngọt, tính bình, có tác dụng bổ trung ích khí, lợi thủy. Với các thành phần chủ yếu là chất béo, protein, muối vô cơ, carbon hydrat và nhiều các acid amin khác nên cá ngạnh có tác dụng rất tốt đối với người già khí huyết kém, tì vị bất hòa, chán ăn, tiểu tiện không thông.
Để bồi bổ sức khỏe cho người già có thể nấu hoặc hấp cá ăn. Còn nếu dùng để chữa khí huyết kém, thân thể suy nhược thì lấy một con cá ngạnh sông làm sạch, thêm hoàng kỳ, đẳng sâm, táo tàu, các nguyên liệu với lượng bằng nhau rồi cho vào hấp, khi ăn bỏ bã thuốc và ăn thịt cá.